# Germain Dufour
Germain Dufour (Wasmes-Audemez-Briffœil, 26 juni 1943 - Wezet, 9 maart 2023) was een Belgisch senator.

## Levensloop
Dufour trad als capucijn in het kloosterleven, dat hem echter niet beviel. Hij vertrok vervolgens naar Frankrijk, waar hij tussen daklozen en ontheemden leefde. Eind jaren '60 ging hij theologie studeren aan de Université Catholique de Louvain, waarna hij zich als priester-arbeider in Luik vestigde. Van 1970 tot 1987 werkte hij in deze stad ook als straatveger en in de wijk Pierreuse richtte hij in 1973 een opvangtehuis op voor armen, daklozen en asielzoekers, l'Espace fraternel. Ook werd hij onderpastoor in de parochie Wasmes-Audemez-Briffœil.
In het midden van de jaren '80 werd hij kabinetsattaché bij Raymond Yans, schepen van Luik en lid van de partij Ecolo. Dufour trad zelf ook toe tot deze partij en werd in oktober 1988 verkozen tot gemeenteraadslid van de stad. Conform de statuten van de partij nam hij in november 1991 ontslag als gemeenteraadslid na zijn verkiezing tot rechtstreeks gekozen senator voor het arrondissement Luik, een functie die hij bekleedde tot in 1995. Als gevolg van de toen bestaande dubbelmandaten zetelde hij tussen 1992 en 1995 ook in de Waalse Gewestraad en de Raad van de Franse Gemeenschap. Bij de verkiezingen van mei 1995 stond Dufour op de derde plaats van de Senaatslijst voor Ecolo en was hij lijsttrekker voor het Waals Parlement in de kieskring Aarlen-Marche-Bastenaken, maar ondanks een hoog aantal voorkeurstemmen raakte hij niet verkozen. 
Dufour raakte echter al snel ontgoocheld in Ecolo, omdat hij vond dat de partij zich niet genoeg inzette voor armoedebestrijding en integratie van migranten in de maatschappij. Hij verliet de partij en trad toe tot de Parti Communiste. Voor deze partij was hij in 1999 kandidaat voor de Europese verkiezingen en lijsttrekker voor de Kamer in het arrondissement Luik, voerde hij in oktober 2000 de lijst aan bij de gemeenteraadsverkiezingen in Luik en was hij in 2003 kandidaat voor de Kamer in de provinciale kieskring Luik. Dufour behaalde weliswaar telkens een talrijk aantal voorkeurstemmen, maar raakte door het gebrek aan succes van de Parti Communiste nooit verkozen. In oktober 2012 en oktober 2018 kwam hij in de stad Luik nog op voor de linkse beweging VEGA, ook zonder verkozen te geraken.
In augustus 2018 maakte de vzw Point d'Appui in een e-mail aan de Luikse procureur des Konings melding dat Germain Dufour seksueel misbruik had gepleegd tegenover een tiental kwetsbare jongemannen die door hem werden opgevangen. Het zou gaan om personen die illegaal op het grondgebied verbleven, die dikwijls drugsverslaafd of dakloos waren of niet over inkomsten beschikten. De vermeende slachtoffers weigerden echter om een officiële klacht in te dienen, uit vrees om door hun illegaal statuut gearresteerd te worden en het land te worden uitgezet. Hierdoor werd de zaak uiteindelijk zonder gevolg afgesloten.
Dufour overleed in maart 2023 op 79-jarige leeftijd aan uitgezaaide kanker.